# Новоуплатне
Новоупла́тне — село в Україні, у Близнюківській селищній громаді Лозівського району Харківської області. Населення становить 94 особи. До 2020 року орган місцевого самоврядування — Уплатнівська сільська рада.

## Географія
Село Новоуплатне розташоване за 169 км від обласного центру та 22 км від районного центру. Найближче сусіднє село Уплатне (за 4 км). Поруч знаходиться однойменний зупинний пункт на залізничній лінії Лозова — Павлоград I. Селом тече пересихаючий струмок, на якому зроблені загати.

## Історія
Село засноване 1925 року.
12 червня 2020 року, відповідно до розпорядження Кабінету Міністрів України № 725-р «Про визначення адміністративних центрів та затвердження територій територіальних громад Харківської області», Уплатнівська сільська рада об'єднана з Близнюківською селищною громадою.
19 липня 2020 року, в результаті адміністративно-територіальної реформи та ліквідації Близнюківського району, село увійшло до складу Лозівського району Харківської області.

## Економіка
В селі діє молочно-товарна ферма.